# Cabo Rei Eduardo
O Ponto do Rei Eduardo é um pequeno promontório na Península Thatcher na costa nordeste da ilha Geórgia do Sul, Antártica. O ponto foi visitado pelos caçadores de focas britânicos e estadunidenses nos séculos XVIII e XIX, e explorado por uma expedição antártica sueca em 1902. Em 1912, a administração britânica local foi transferida de Grytviken para o ponto Rei Eduardo, que é considerado geralmente como uma parte de Grytviken.

O ponto é também a posição de uma estação científica do Serviço Antártico Britânico, especializada na pesquisa da pesca para o governo das Ilhas Geórgia do Sul e Sanduíche do Sul, necessária para a gerência da Zona Económica Exclusiva de duzentas milhas náuticas desse território britânico ultramarino.

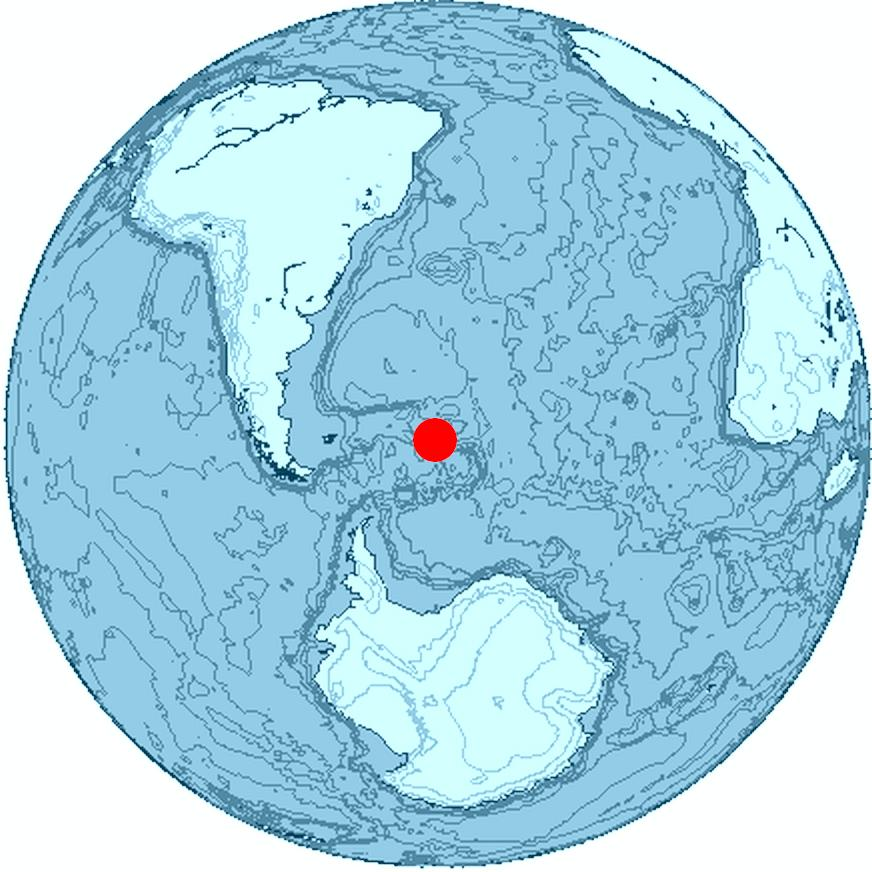
Posição da Ponta Rei Eduardo